# جون آيرلادند
جون آيرلادند (بالإنجليزية: John Ireland)‏ هو محامي وقاضي وسياسي أمريكي، ولد في 1827 في كنتاكي في الولايات المتحدة، وتوفي في 15 مارس 1896 في سيغوين في الولايات المتحدة. حزبياً، نشط في الحزب الديمقراطي. وقد انتخب عضو مجلس ولاية تكساس وانتخب حاكم ولاية تكساس (16 يناير 1883 – 18 يناير 1887).